# Bárdos Jenő
Bárdos Jenő (Hódmezővásárhely, 1945. május 5. –) A neveléstudomány doktora (DSc.), egyetemi tanár. (Nyelvtanár, nyelvvizsgáztató, nyelvpedagógus, alkalmazott nyelvész, hungarológus, művelődéstörténész, idegen nyelvi mérés és értékelési szakember, társadalomtudományi szakfordító; a neveléstudomány doktora (DSc), a Pannon Egyetem és az Eszterházy Károly Katolikus Egyetem Professor Emeritusa.)
Nyelvvizsga reformer és vizsgaelnök az ELTE Idegennyelvi Továbbképző Központban 1978 és 1990 között. A Nyelvvizsgáztatási Akkreditációs Testület (NYAT) tagja és elnöke 2005 és 2008 között, majd program és intézmény-akkreditőr, szakértő, LB tag és elnök (MAB).
Iskolaalapítói tevékenysége közé tartozik a magyar mellékszak a Rutgers Egyetemen (New Jersey, Amerikai Egyesült Államok 1988-90); Veszprémi Egyetem: angol és amerikai ötéves és hároméves szakok (tanszék és intézet: 1990–2010); Veszprémi Egyetem, Tanárképző Kar: alapító dékán (1991–1998); VE-PE Nyelvpedagógiai Doktori Program (1998–2010); EKF (majd EKE) Neveléstudományi Doktori Iskola (2012–)

## Pályafutása
1963-ban érettségizett a Németh László-i ihletésű Bethlen Gábor Gimnázium orosz-latin tagozatán, Hódmezővásárhelyen. Zenei tanulmányait (hegedű tanszak) szülővárosában és Szegeden végezte. Szegeden diplomázott magyar-orosz-angol nyelv és irodalom szakokon 1968-ban, illetve 1969-ben József Attila Tudományegyetemen, ugyanott az Eötvös Kollégium tagja. 2020-ban ötvenharmadik tanévét kezdte el. Pályája Budapesten indult, ahol középiskolában – négy évig – mindhárom szakját tanította. 1972 és 1990 között egyetemi oktató az Eötvös Loránd Tudományegyetem Bölcsészettudományi Karán. 1990 és 2010 között egyetemi tanár a Pannon Egyetemen. 2010 és 2022 között egyetemi tanár az Eszterházy Károly Egyetemen.
1972 és 78 között az ELTE Természettudományi Kar ELTE TTK Nyelvi Lektorátusán orosz és angol nyelvű általános és szaknyelvi jegyzeteket írt. Az idegennyelvi tudásszintmérés témakörében szerzett posztgraduális fokozatot Canterbury-ben (1980, University of Kent, Egyesült Királyság) és ebben a témakörben védte meg bölcsészdoktori értekezését az ELTE Bölcsészettudományi Karon 1981-ben. 1979-től 1990-ig egyetemi adjunktusként, majd docensként az ELTE Idegennyelvi Továbbképző Központjában dolgozott, ahol az Állami Nyelvvizsga Bizottság alelnökeként az angol nyelvvizsgák színvonaláért felelt. 1984-ben a Pedagógiai Szemle írásait Kritikai Nívódíjban részesítette. 1987-ben védte meg kandidátusi disszertációját az idegen nyelvek tanításának kultúrtörténetéről.
1988-tól 1990-ig a magyar nyelv és irodalom Fulbright ösztöndíjas vendégprofesszora a Rutgers Egyetemen, New Brunswick-ban. Előadásokat tartott a magyar irodalomtörténet, a magyar kultúrtörténet, a leíró magyar nyelvészet témaköreiben és a magyart mint idegen nyelvet is tanította. Részt vett az amerikai magyarság legfontosabb konferenciáin; nagyszabású magyar könyvkiállítást rendezett a Rutgers Egyetemen; konzultánsként közreműködött amerikai szervezetek munkájában (Peace Corps, Fulbright Alumni, N.J., etc.). Három év alatt létrehozta a magyar nyelv és irodalom mellékszak tantárgyrendszerét (18 kredit) és véghez vitte az akkreditációs eljárást. Részt vett az Institute for Hungarian Studies (Rutgers, FAS) megalapításának előkészítésében.
1990-ben alapítói szerepet vállalt a Veszprémi Egyetem Angol Nyelv és Irodalom Tanszékének, majd a Tanárképző Karnak a kialakításában. 1991-től 1998-ig ennek dékánjaként tizenegy tanszéket és tizennyolc programot hozott létre és kiépítette az ötéves és hároméves tanárképzés gyakorló iskolai hálózatát. A modern idegen nyelvi képzés állt a középpontjában annak az alkalmazott nyelvészeti habilitációnak is (az alkalmazott nyelvészet, a hungarológia és a nyelvpedagógia konstellációjában), amelyet 1995-ben az ELTE Bölcsészettudományi Karon folytatott le. Ugyanebben az évben nevezik ki egyetemi tanárnak a Veszprémi Egyetem Angol Nyelv és Irodalom Tanszékére. 1999-től 2002-ig elnyerte a Széchenyi Professzori Ösztöndíjat, öt év alatt öt monográfiát írt és 2007-ben megvédte az MTA doktora címet. Tudományos publikációinak száma 129, független hivatkozás 458; hazai és külföldi konferencia előadásainak száma meghaladja a 200-at. Jelenleg 8 hazai és 6 nemzetközi tudományos szervezetnek, 8 szakértői testületnek és 3 alapítványnak tagja. Egy hónap, vagy annál hosszabb külföldi ösztöndíjak és tanulmányutak: 1966: Leningrád; 1974: Manchester; 1979-80: Canterbury; 1986: Stockholm; 1988-90: Rutgers Egyetem, U.S.A.; 1994: Ausztrália; 1995: Princeton, N.J., U.S.A.; 1998: Dél-afrikai Köztársaság; 2012 Rochester, N.Y., U.S.A. Mind a mai napig általános és szakfordítóként, szaklektorként is tevékenykedik több országos kiadónál.
1999 óta doktori program, majd alprogram vezetője főként a nyelvpedagógia, az alkalmazott nyelvészet és az idegen nyelvi mérés és értékelés témaköreiben. Saját doktorandusz hallgatói közül eddig tizenketten szereztek doktori fokozatot. Doktori iskolai tevékenységét a MAB mindvégig akkreditálta. Számos minisztériumi és szaktestületi bizottság tagja, felkért szakértője. Akkreditációs munkásságában kiemelkedő a Nyelvvizsgát Akkreditáló Testületben (NYAT) folytatott tevékenysége (2003-2008). E testületnek a nyelvvizsgák EU standardokhoz (CEFR) illesztése idején elnöke volt.
Jelenleg az Eszterházy Károly Egyetem és a Pannon Egyetem Professor Emeritusa, ahol az előbbi Neveléstudományi Doktori Iskolájában Az anyanyelv és az idegen nyelvek pedagógiája elnevezésű program vezetője, valamint a doktori iskola programigazgatója. Tagja az EKE és a PE Professzorok Tanácsának, valamint az Egyetemi Doktori és Habilitációs Tanácsnak. Külső tagja az ELTE Doktori és Habilitációs Bizottságának. Tagja az MTA Pedagógiai Bizottságának. 2017-ben az MTA VEAB bölcsészettudományi és társadalomtudományi alelnökének választották. 2018-tól a Magyar Unesco Bizottság Nevelésügyi Bizottságának tagja. 2021-től az MTA Pedagógiai Bizottságának Elnöke. 2021-ben Csizér Kata doktori értekezését bírálta.

## Legismertebb kötetei
- Bárdos Jenő (1988): Nyelvtanítás: múlt és jelen. (Gyorsuló Idő Sorozat.) Budapest: Magvető Kiadó (221 oldal)

- Bárdos Jenő (2000, 2003): Az idegen nyelvek tanításának elméleti alapjai és gyakorlata. Budapest: Nemzeti Tankönyvkiadó (300 oldal) (l. MEK)  http://mek.oszk.hu/18000/18009
- Bárdos Jenő (2002): Az idegen nyelvi mérés és értékelés elmélete és gyakorlata. Budapest: Nemzeti Tankönyvkiadó (285 oldal) (l. MEK)  http://mek.oszk.hu/18000/18010
- Bárdos Jenő (2004): Nyelvpedagógiai tanulmányok. Pécs: Iskolakultúra (Iskolakultúra könyvek, 24.) (206 oldal) (l. MEK)  http://mek.oszk.hu/02400/02443
- Bárdos Jenő: Élő nyelvtanítás-történet. Budapest: Nemzeti Tankönyvkiadó (336 oldal). (l. MEK)  http://mek.oszk.hu/18000/18011

## Kötetben meg nem jelent tizenöt fontos tanulmány
- Bárdos Jenő (2007): Ekvivalenciák és kompetenciák a nyelvvizsgák világában. EDUCATIO, XVI/2, (231-242 oldal.)
- Bárdos Jenő (2008): The Content Structure of Language Pedagogy. (33-56 oldal), In: Johanna Laakso (szerk.): Ungarischunterricht in Österreich = Teaching Hungarian in Austria: Perspectives and Points of Comparison. Wien, Berlin, LIT VERLAG 230
- Bárdos Jenő (2009): Pazarló magyarok: nyelv- és kultúravesztéseink történetéből. ISKOLAKULTÚRA 19:3-4, (129-137 oldal.)
- Bárdos Jenő (2011): Tanárképzési kontextusok, különös tekintettel az angolra. (33-49 oldal), In: Frank Tibor; Károly Krisztina (szerk.) Anglisztika és amerikanisztika: magyar kutatások az ezredfordulón. Budapest, Tinta Könyvkiadó, 438.
- Bárdos Jenő (2009): Miért nincs Magyarországon pedagógia doktora (EdD) fokozat? PEDAGÓGUSKÉPZÉS, 9:38, (5-29 oldal.)
- Bárdos Jenő (2012): A tantárgy-pedagógiák szerkezete, megítélésük kritériumai. MAGYAR PEDAGÓGIA 112:2, (61-75 oldal.)
- Bárdos Jenő (2013): A zene felemel… és megtart: A Snétberger Zenei Tehetség Központ mint pedagógiai kihívás és iskolakísérlet. TÁRSADALMI EGYÜTTÉLÉS, 2013:3 bardos_ jeno_jjKMZ9, (1-18 oldal.)
- Bárdos Jenő (2015): Quality Assurance in Accrediting Foreign Language Examinations in Hungary. (207-220 oldal.), In: Holló, Dorottya – Károly, Krisztina (eds.) Inspirations in Foreign Language Teaching: Studies in Language Pedagogy and Applied Linguistics. London, Boston: Pearson Education Limited
- Bárdos Jenő (2015): A tanulási stratégiák és az önálló tanulásról szóló szakterület feltárása a nyelvpedagógia szempontjából. In: Bárdos Jenő: Nyelvtanulási stratégiák, tanulási autonómia: az elmélet és a gyakorlat összehangolása. Eger: EKF Líceum Kiadó pp. 9-32
- Bárdos Jenő (2015): A tanári lét dimenziói, különös tekintettel a tudós tanárokra (pedagógiai ars poetica). PEDAGÓGUSKÉPZÉS 12-13:41-42; (47-68 oldal.)
- Bárdos Jenő (2016): Eltűnő nyelvtanárképzéseink nyomában. Szeged: 1963-68; Veszprém: 1990-2010. MODERN NYELVOKTATÁS XXII: 1-2, (92-104 oldal)
- Bárdos Jenő (2019): Losses and Gains in the Content Structure of Contemporary Foreign Language Teacher Training. In: Bátyi (szer.) Language – Teaching, Learning, Representation, Processing. Studies in Psycholinguistics VI. Veszprém: PE MFTK. pp. 9-23
- Bárdos Jenő (2019): A nyelvtudás elbírálásának rövid története, problémái és korlátai. Új Pedagógiai Szemle 69:11-12 pp. 134-154
- Bárdos Jenő (2019): A magyar Állami Nyelvvizsga öröksége: (ne) nézz vissza haraggal? Modern Nyelvoktatás 25:3-4 5-29
- Bárdos Jenő (2020): A félreismert Közös európai referenciakeret (KER, 2001) és Társkötete (2018): kritikai elemzés. Modern Nyelvoktatás 26 : 1-2 pp 5-27
- Bárdos, J. (2021). A magyar Állami Nyelvvizsga öröksége: (ne) nézz vissza haraggal?. Modern Nyelvoktatás, 25(3-4), 5–29.[5]

## Elismerései
- Apáczai Csere János díj: 1993
- Pro Universitate Vespremiensis: 1994
- Gizella-díj (Veszprém város kulturális fődíja): 2003
- Brassai Sámuel díj: 2008 (amely Magyarországon az alkalmazott nyelvészek számára elérhető legmagasabb kitüntetés)
- A Magyar Köztársasági Érdemrend lovagkeresztje (2010. március 15.)
- Veszprém Megye Érdemrendje: 2010
- Kiss Árpád Díj: 2011 (neveléstudományi kutatásaiért)
- Eszterházy Károly Emlékérem: 2013 (EKE Eger)
- Somos Lajos Díj: 2015 (EKE, Eger)
- Szent-Györgyi Albert Díj, 2020
- A Magyar Érdemrend tisztikeresztje (2025)